# Anthology (2008)
Anthology (2008) este o compilație a proiectului lui Varg Vikernes, Burzum, alcătuită din nouă piese de pe primele șapte înregistrări (șase albume de studio și un EP).
Compilația include videoclipul piesei "Dunkelheit" ca bonus.

## Lista pieselor
- Piesa 1 e de pe Burzum
- Piesa 2 e de pe Aske
- Piesele 3 și 4 sunt de pe Det Som Engang Var
- Piesa 5 e de pe Hvis Lyset Tar Oss
- Piesele 6 și 7 sunt de pe Filosofem
- Piesa 8 e de pe Dauði Baldrs
- Piesa 9 e de pe Hliðskjálf

1. "Feeble Screams From Forests Unknown" - 07:28
2. "Stemmen fra tårnet" - 06:09
3. "Lost Wisdom" - 04:38
4. "Svarte troner" - 02:16
5. "Det som en gang var" - 14:21
6. "Jesus' Tod" - 08:39
7. "Gebrechlichkeit II" - 07:52
8. "Bálferð Baldrs" - 06:05
9. "Ansuzgardaraiwô" - 04:29

## Personal
- Varg Vikernes - vocal, toate instrumentele
- Samoth - chitară bas (piesa 2)